# Кузнецовское (Дагестан)
Кузнецовское (вариант Кузнецовка, Кузнецовск) — село в Тарумовском районе Дагестана. Входит в состав сельского поселения сельсовет «Новогеоргиевский».

## Географическое положение
Расположено на левом берегу реки Прорва, в 20 км к юго-востоку от районного центра села Тарумовка. Село вытянуто вдоль трассы Астрахань-Махачкала.

## Население
| 1926 | 1970 | 1989 | 2002 | 2010 | 2021 |
| ---- | ---- | ---- | ---- | ---- | ---- |
| 142  | ↘135 | ↗194 | ↗432 | ↗486 | ↗572 |

До середины 80-х годов основным населением села были русские. Но в связи с начавшимся большим притоком переселенцев с гор и оттоком русскоязычного населения из района, произошла перестройка национального состава села.
Национальный состав
По данным Всесоюзной переписи населения 1926 года:
| № | Национальность | Численность, чел. | Доля  |
| - | -------------- | ----------------- | ----- |
| 1 | русские        | 142               | 100 % |

По результатам Всероссийской переписи населения 2010 года:
| № | Национальность | Численность, чел. | Доля   |
| - | -------------- | ----------------- | ------ |
| 1 | аварцы         | 329               | 67,7 % |
| 2 | даргинцы       | 134               | 27,6 % |
| 3 | другие         | 23                | 4,7 %  |